# Ushiri Ikuini
Ushiri Ikuini (auch Ushiri/Ikuini geschrieben) ist ein Verwaltungsbezirk (Ward) des Distrikts Rombo in der tansanischen Region Kilimandscharo.

## Geografie
Ushiri Ikuini liegt im Nordosten von Tansania etwa 30 Kilometer Luftlinie nordöstlich der Regionshauptstadt Moshi am südöstlichen Abhang des Mawenzi. Der Bezirk hat eine West-Ost-Ausdehnung von etwa 20 Kilometern und ist nur rund 2 Kilometer breit. Die Seehöhe steigt von 1100 Meter im Osten auf 3000 Meter im Westen an.
Der Bezirk grenzt im Norden an Kirwa Keni und Mrao Keryo, im Osten kurz an Kenia, im Südosten an Shimbi Kwandele, im Süden an Kelamfua Mokala und im Westen an Uru Shimbwe und Uru Kaskazini des Distrikts Moshi.
Bei der Volkszählung 2022 lebten 8859 Menschen in 2219 Haushalten auf einer Fläche von 19,8 Quadratkilometern.

## Gliederung
Ushiri Ikuini besteht aus drei Gemeinden (Mtaa) mit 15 Orten (Kitongoji):

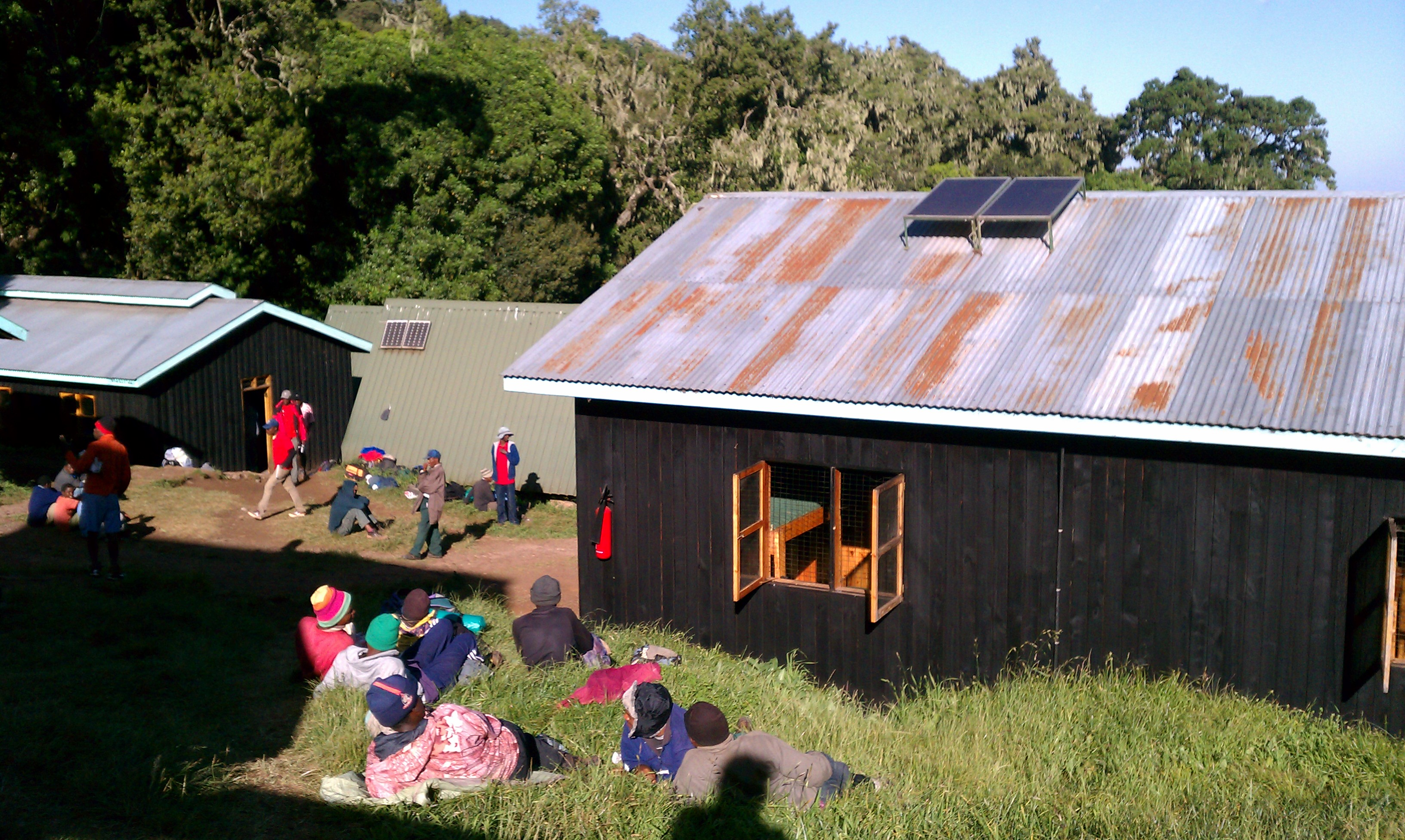
Mandara Huts am Aufstieg zum Kilimandscharo

| Ikuini - Kafufuu - Bwawani - Imongoni | Ubaa - Ngambeni - Kileu - Ubaa Kati - Kwakiteweta | Ushiri - Kitongoria - Koiso - Kiwosha - Mwahwe - Mbura - Machamekinyasini - Mhaka - Shumbwe |

## Wirtschaft und Infrastruktur
- Bildung: Die Ubaa Secondary School ist eine staatliche weiterführende Schule, die Mädchen und Burschen bis zur 4. Stufe ausbildet.[7][8]
- Gesundheit: Im Bezirk liegen zwei staatliche Apotheken, je eine in der Gemeinde Ikuini und in Ushiri.[9][10]
- Tourismus: Die 2720 Meter hoch liegenden Mandara Huts sind das Ziel der ersten Tagesetappe auf den Kilimandscharo, wenn man die Marangu-Route verfolgt.[11]
- Verkehr: Durch den Bezirk verläuft die asphaltierte Nationalstraße T21, die östlich des Kilimandscharo nach Kenia führt.[12]